# Mus (geslacht)
Mus is een geslacht van knaagdieren uit de familie muizen en ratten van de Oude Wereld. De wetenschappelijke naam van het geslacht werd in 1758 gepubliceerd door Carl Linnaeus. Vertegenwoordigers van dit geslacht komen voor in Afrika, Europa en Azië. De huismuis (Mus musculus) is over de hele wereld ingevoerd.
Oorspronkelijk kwamen van dit geslacht alleen soorten voor in Zuid-Europa, Afrika en tropisch Azië, maar de huismuis heeft zich uitgebreid over veel grotere gebieden, zodat het geslacht nu over de hele wereld vertegenwoordigd wordt. Hoewel de dieren oorspronkelijk in bossen en savannes leefden, hebben ook soorten als Mus caroli, Mus cervicolor en de Afrikaanse dwergmuis (Mus minutoides) zich ontwikkeld tot cultuurvolgers.
Mus is waarschijnlijk in het Laat-Mioceen ontstaan uit Progonomys of een gelijkende vorm. De oudste soort is Mus auctor uit Pakistan. Andere fossiele soorten zijn bijvoorbeeld Mus linnaeus (de waarschijnlijke voorouder van de huismuis) en Mus indicus. Op Kreta zijn fossielen van twee soorten uit het Pleistoceen gevonden, Mus bateae en Mus minotaurus, die daar het endemische geslacht Kritimys vervingen.
Het geslacht omvat zowel vlees- als plantenetende soorten. Ze worden 4,5 tot 12,5 cm lang, met een staart van 3,5 tot 12 cm. Ze wegen 2,5 tot 18 gram. Alle soorten lijken wel wat op de gewone huismuis: de vacht is meestal van boven grijs of bruin, van onderen grijs, bruin of wit. De staart is met fijne, nauwelijks zichtbare haartjes bedekt.

## Soorten
Er worden ongeveer 42 soorten in het geslacht geplaatst, verdeeld over vijf ondergeslachten:
- Ondergeslacht Coelomys
  - Mus crociduroides (West-Sumatra)
  - Mus mayori (Sri Lanka)
  - Mus pahari (Noordoost-India tot Zuidwest-Cambodja en Noord-Vietnam)
  - Mus vulcani (West-Java)
- Ondergeslacht Muriculus
  - Mus imberbis (Ethiopië)
- Ondergeslacht Mus
  - Mus booduga (Pakistan, India, Sri Lanka, Bangladesh, Zuid-Nepal, Midden-Myanmar)
  - Mus caroli (Ryukyu-eilanden, Taiwan en Zuid-China tot Thailand; geïntroduceerd in Maleisië en West-Indonesië)
  - Mus cervicolor (Noord-India tot Vietnam; geïntroduceerd op Sumatra en Java)
  - Mus cookii (Zuid- en Noordoost-India en Nepal tot Vietnam)
  - Mus cypriacus (Cyprus)
  - Mus famulus (Zuidwest-India)
  - Mus fragilicauda (Thailand en Laos)
  - Mus lepidoides (Myanmar)
  - Mus macedonicus – Macedonische huismuis (Balkan tot Israël en Iran)
  - Mus musculus – Huismuis (wereldwijd geïntroduceerd)
  - Mus nitidulus (Midden-Myanmar)
  - Mus spicilegus – Steppemuis (Oostenrijk tot Zuid-Oekraïne en Griekenland)
  - Mus spretus – Algerijnse muis (Zuid-Frankrijk, Iberisch Schiereiland, Balearen, Marokko tot Tunesië)
  - Mus terricolor (India, Nepal, Bangladesh, Pakistan; geïntroduceerd op Sumatra)
- Ondergeslacht Nannomys
  - Mus baoulei (Ivoorkust en Guinee)
  - Mus bufo (bergen van Oeganda, Rwanda, Burundi en nabijgelegen delen van de Democratische Republiek Congo)
  - Mus callewaerti (Angola en Democratische Republiek Congo)
  - Mus goundae (Centraal-Afrikaanse Republiek)
  - Mus harennensis (Ethiopië)
  - Mus haussa (Senegal tot Noord-Nigeria)
  - Mus indutus (Zuid-Angola tot West-Zimbabwe en Noord-Zuid-Afrika)
  - Mus mahomet (Ethiopië, Zuidwest-Oeganda en Zuidwest-Kenia)
  - Mus mattheyi (Ghana)
  - Mus minutoides – Afrikaanse dwergmuis (Zimbabwe, Zuid-Mozambique, Zuid-Afrika)
  - Mus musculoides (Afrika ten zuiden van de Sahara, behalve verspreiding van M. minutoides)
  - Mus neavei (Oost-Democratische Republiek Congo tot Noordoost-Zuid-Afrika)
  - Mus oubanguii (Centraal-Afrikaanse Republiek)
  - Mus setulosus (Senegal tot Ethiopië en West-Kenia)
  - Mus setzeri (Noordoost-Namibië, Botswana en West-Zambia)
  - Mus sorella (Oost-Kameroen tot Noord-Tanzania)
  - Mus tenellus (Soedan tot Zuid-Somalië en Midden-Tanzania)
  - Mus triton (Zuid-Ethiopië tot Midden-Angola en Malawi)
- Ondergeslacht Pyromys
  - Mus fernandoni (Sri Lanka)
  - Mus phillipsi (Zuidwest-India)
  - Mus platythrix (India)
  - Mus saxicola (Zuid-Pakistan, Zuid-Nepal en India)
  - Mus shortridgei (Myanmar tot Zuidwest-Cambodja en Noordwest-Vietnam)

Abditomys · 
Abeomelomys · 
Aethomys · 
Anisomys · 
Anonymomys · 
Apodemus · 
Apomys · 
Archboldomys · 
Arvicanthis · 
Baiyankamys · 
Baletemys · 
Bandicota · 
Batomys · 
Berylmys · 
Brassomys · 
Bullimus · 
Bunomys · 
Canariomys · 
Carpomys · 
Chingawaemys · 
Chiromyscus · 
Chiropodomys · 
Chiruromys · 
Chrotomys · 
Coccymys · 
Colomys · 
Congomys · 
Conilurus · 
Coryphomys · 
Crateromys · 
Cremnomys · 
Crossomys · 
Crunomys · 
Dacnomys · 
Dasymys · 
Dephomys · 
Desmomys · 
Diomys · 
Diplothrix · 
Echiothrix · 
Eropeplus · 
Frateromys · 
Golunda · 
Gracilimus · 
Grammomys · 
Hadromys · 
Haeromys · 
Halmaheramys · 
Hapalomys · 
Heimyscus · 
Hybomys · 
Hydromys · 
Hylomyscus · 
Hyomys · 
Hyorhinomys · 
Kadarsanomys · 
Komodomys · 
Lamottemys · 
Leggadina · 
Lemniscomys · 
Lenomys · 
Lenothrix · 
Leopoldamys · 
Leporillus · 
Leptomys · 
Limnomys · 
Lorentzimys · 
Macruromys · 
Madromys ·
Malacomys · 
Mallomys · 
Malpaisomys · 
Mammelomys · 
Margaretamys · 
Mastacomys · 
Mastomys · 
Maxomys · 
Melasmothrix · 
Melomys · 
Mesembriomys ·
Micaelamys · 
Microhydromys · 
Micromys · 
Millardia · 
Mirzamys · 
Montemys · 
Mus · 
Musseromys · 
Mylomys · 
Myomyscus · 
Nesokia · 
Nilopegamys · 
Niviventer · 
Notomys · 
Ochromyscus · 
Oenomys ·
Otomys · 
Palawanomys · 
Papagomys · 
Parahydromys · 
Paraleptomys · 
Paramelomys · 
Parotomys · 
Paucidentomys · 
Paulamys · 
Pelomys · 
Phloeomys · 
Pithecheir · 
Pithecheirops · 
Pogonomelomys · 
Pogonomys · 
Praomys · 
Protochromys · 
Pseudohydromys · 
Pseudomys · 
Rattus · 
Rhabdomys · 
Rhynchomys · 
Saxatilomys ·
Serengetimys ·
Solomys · 
Sommeromys · 
Soricomys · 
Spelaeomys · 
Srilankamys · 
Stenocephalemys · 
Stochomys · 
Sundamys · 
Taeromys · 
Tarsomys · 
Tateomys · 
Thallomys · 
Thamnomys · 
Tokudaia · 
Tonkinomys ·
Tryphomys · 
Typomys · 
Uromys · 
Vandeleuria · 
Vernaya · 
Xenuromys · 
Xeromys · 
Zelotomys · 
Zyzomys